# Фотографический Реферат Бюро информации и пропаганды

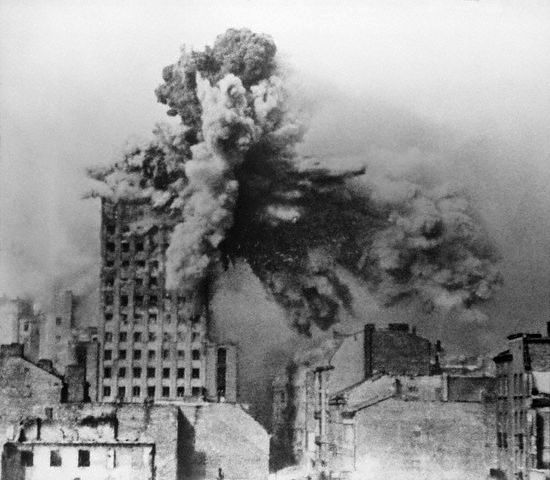
Фотография Сильвестра Брауна

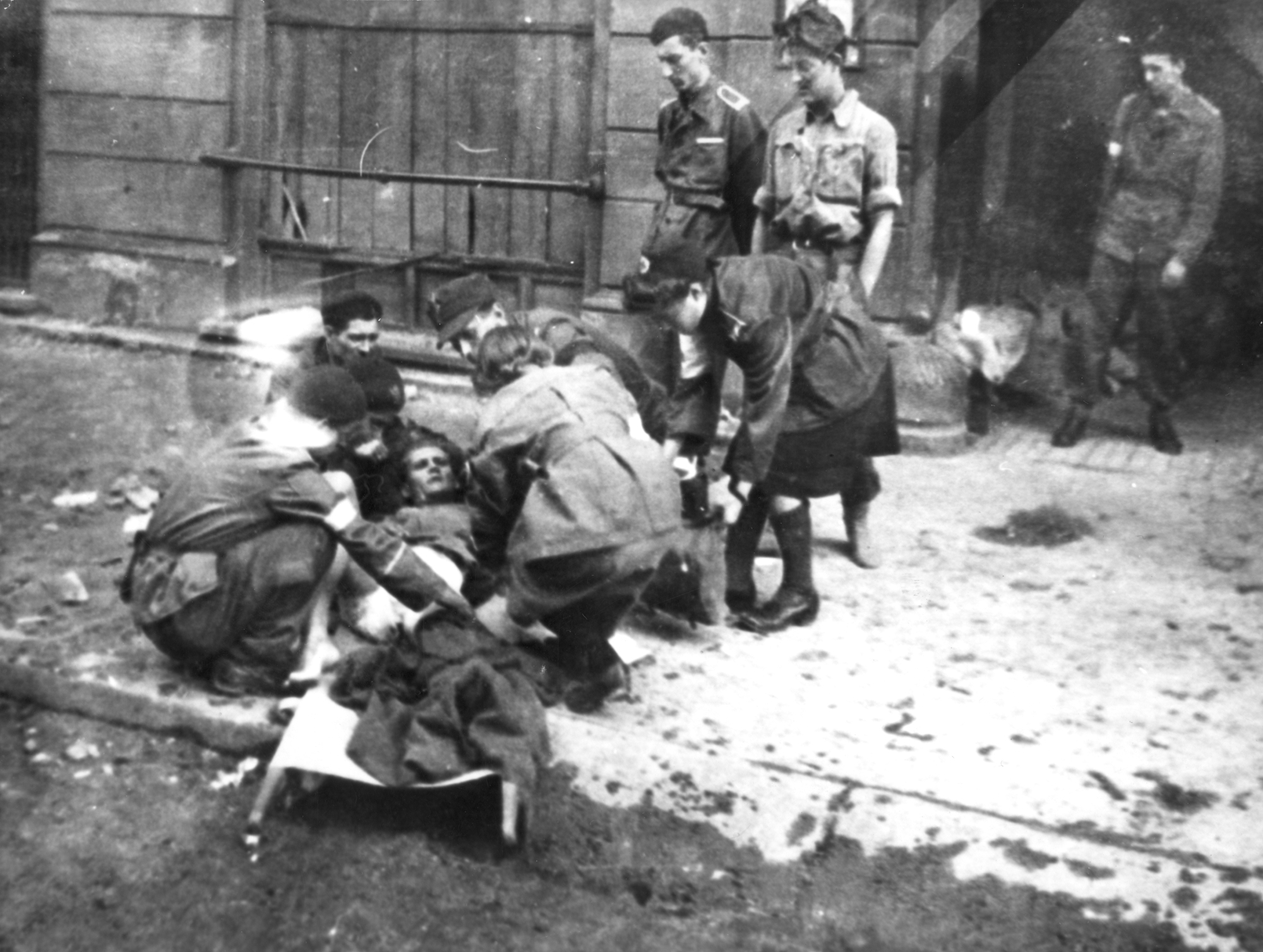
Фотография Йоахима Йоахимчика

Фотографический Реферат Бюро информации и пропаганды (пол. Referat Fotograficzny BIP KG AK) — фотографический отдел Бюро информации и пропаганды Главной комендатуры Армии Крайовой, основанный в 1942 году. Отдел действовал в подпольных условиях во время немецкой оккупации Польши. Задачей отдела был сбор фотографической хроники польского сопротивления и обучение фоторепортёров. Фотографии членов этого отдела являются ценными документированными свидетельствами борьбы польского народа против оккупантов.
Отдел подчинялся непосредственно информационному департаменту «А» Мобилизационной пропаганды «Rój» Отдела Бюро информации и пропаганды Главной комендатуры Армии Крайовой. Фотографический Реферат также сотрудничал с кинематографическим, издательским, радиовещательным и записывающим рефератами департамента А. До февраля 1944 года руководителем Фотографического Реферата был Вацлав Жджарский; его сменил Станислав Баля.
Наиболее интенсивная деятельность Фотографического Реферата была во время Варшавского восстания 1944 года. Отснятые снимки проявлялись в фотолаборатории на улице Мазховецкой, дом 8.

## Список фоторепортёров
Точная численность членов Фотографического отдела не известна.
- Анцута Анджей
- Сильвестр Браун
- Тадеуш Бжеский
- Мария Будзановская
- Тадеуш Буковский
- Йохаим Йоахимчик
- Ежи Зажицкий
- Януш Цегелла
- Мечислав Убуш
- Ежи Ябжемский